# 무슈피쿠르 라힘
무슈피쿠르 라힘(벵골어: মুশফিকুর রহিম, 1987년 5월 9일 ~ )은 방글라데시의 크리켓 선수이자 방글라데시 크리켓 국가대표팀의 전 주장이다. 그는 국가대표팀에서 오른손 중간 타순의 타자이자 위켓키퍼로 활약하고 있다.
무슈피쿠르은 2005년, 18세 17일의 나이에 잉글랜드와의 경기에서 국제 경력을 시작했다. 그는 경력의 첫 번째 테스트 경기에서 전문 타자로 출전했다. 이를 통해 그는 사친 텐둘카르에 이어, 로즈 크리켓 그라운드에서 테스트 크리켓을 치른 두 번째로 어린 선수로 기록되었다. 라힘은 타격에서 꾸준한 기여를 이어갔으며, 방글라데시의 스핀 중심 공격에 적합한 위켓키퍼로서도 능력을 인정받았다. 그의 유명한 순간은 2010년 인도와의 테스트 경기에서 찾아왔다. 그는 빠른 속도로 100점을 기록했으며, 이는 현재까지 방글라데시 선수 중 가장 빠른 센추리로 남아 있다. 라힘은 11,000점 이상을 기록하며 400회 이상의 경기를 마친 위켓키퍼로서 최고의 득점자 중 한 명으로 꼽힌다.